# Skršín
Skršín település Csehországban, a Mosti járásban. Skršín Kozly, Lužice, Měrunice, Bělušice, Bečov és Korozluky településekkel határos. Lakosainak száma 297 fő (2024. január 1.).

## Népesség
A település lakosságának változását az alábbi diagram mutatja:
| Lakosok száma | 468  | 489  | 459  | 217  | 198  | 209  | 235  | 244  | 267  | 297  |
|               | 1869 | 1900 | 1921 | 1961 | 1980 | 2011 | 2016 | 2019 | 2021 | 2024 |